# All Time Low
All Time Low — американський рок-гурт із Тоусона, штат Меріленд, створений у 2003 році. До складу гурту входять головний вокаліст/ритм-гітарист Алекс Ґаскарт, головний гітарист Джек Баракат, басист/бек-вокаліст Зак Меррік і барабанщик Раян Доусон. Гурт отримав свою назву від тексту пісні «Head on Collision» гурту New Found Glory. Гурт був хедлайнером численних турів і виступав на музичних фестивалях, зокрема Warped Tour, Редінг і Лідс і Soundwave.
Починаючи як гурт у середній школі, All Time Low випустили свій дебютний EP, The Three Words to Remember in Dealing with the End EP, у 2004 році на місцевому лейблі Emerald Moon. З того часу гурт випустив дев'ять студійних альбомів: The Party Scene (2005), So Wrong, It's Right (2007), Nothing Personal (2009), Dirty Work (2011), Don't Panic (2012), Future Hearts (2015), «Last Young Renegate» (2017), «Wake up, Sunshine» (2020), «Tell Me I'm Alive» (2023). Вони випустили свій перший концертний альбом, Straight to DVD, у 2010 році, а другий концертний альбом, Straight to DVD II: Past, Present and Future Hearts, випустили 9 вересня 2016 року.

## Історія

### 2003—2006: Заснування таThe Party Scene
All Time Low, заснований ще в середній школі в 2003 році, почав виконувати кавер-пісні поппанк-гуртів, таких як Blink-182. До складу гурту входили Алекс Гаскарт на вокалі, Джек Баракат на гітарі, Ті Джей Іле на гітарі та бек-вокалі, Кріс Кортілелло на басу та Райан Доусон на барабанах. Кортілелло та Іле залишили гурт, в результаті чого гурт припинив діяльність, поки Зак Меррік не зайняв посаду бас-гітариста, а Гаскарт взяв гітару. Вони випустили мініальбом із чотирьох пісень у листопаді, перш ніж у 2004 році підписали контракт із Emerald Moon Records. Пізніше того ж року вони випустили свій другий EP під назвою The Three Words to Remember in Dealing with the End EP. Гурт випустив дебютний студійний альбом "The Party Scene " у липні 2005 року.
У грудні було оголошено, що гурт більше мав контракту, але привертає увагу низки звукозаписних компаній. Наприкінці 2006 року гурт виступив з концертом для Джона Яніка, засновника звукозаписного лейблу Fueled by Ramen. Вони не були прийняті, тому що Cute Is What We Aim For нещодавно був узятий лейблом, який на той час не мав змоги підписати інший гурт. Гурт привернув увагу Hopeless Records колеги-гурту Amber Pacific; 28 березня 2006 року було оголошено, що All Time Low підписав контракт з Hopeless. Гурт сказав в інтерв'ю, що вони почали серйозно займатися музикою ще в старшому класі середньої школи; після закінчення навчання учасники зосередилися на гурті на повний робочий день і випустили мініальбом Put Up or Shut Up у липні. Мініальбом увійшов до чарту Independent Albums під номером. 20 і Top Heatseekers під №. 12.
Наприкінці 2006 року All Time Low розпочали насичений тур на підтримку мініальбому. Після туру гурт почав писати матеріал для другого студійного альбому.

### 2007—2008:So Wrong, It's Right

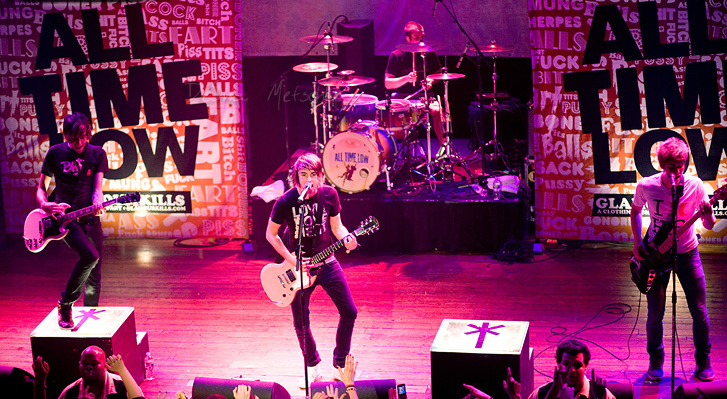
All Time Low на турі AP, у Будинку блюзу в Чикаго, 2008

Влітку 2007 року All Time Low зіграли Vans Warped Tour на Smartpunk Stage. Вони дебютували у Великобританії наприкінці 2007 року, виступаючи на розігріві у Plain White T's. All Time Low випустили свій другий студійний альбом So Wrong, It's Right у вересні 2007 року. Він досяг піку на №. 62 на Billboard 200 і No. 6 у чарті Independent Albums. Другий сингл з альбому, «Dear Maria, Count Me In», який був написаний про стриптизерку, став першим синглом гурту, який потрапив у хіт-паради та піднявся на №. 86 у Pop 100. У 2011 році сингл отримав золотий сертифікат за 500 000 поставок.
На початку 2008 року гурт завершив перший хедлайнерський тур Manwhores і Open Sores Tour із вступними виступами Every Avenue, Mayday Parade та Just Surrender.
Після випуску So Wrong, It's Right, All Time Low швидко набули популярності, зрештою дебютувавши на TRL 12 лютого 2008 року. Вони також були представлені в Discover and Download на MTV і Fresh Crops на Music Choice, а також були додані до плейлистів MTV Big Ten і MTV Hits. 7 березня 2008 року гурт дебютував на телебаченні в прямому ефірі на Jimmy Kimmel Live!, а потім виступив наживо на mtvU Woodie Awards.
З березня року по травень 2008 року разом із The Rocket Summer вони були хедлайнерами AP Tour 2008; з супроводжувальними гуртами, як-от The Matches, Sonny Moore і Forever the Sickest Kids. У травні 2008 року вони грали на фестивалі Give It a Name. Також у травні 2008 року вони разом із Cobra Starship виступили в турне Великобританією. У липні 2008 року гурт виступив хедлайнером Shortest Tour Ever із супроводжувальними гуртами Hit the Lights, Valencia та There for Tomorrow. З середини липня до середини серпня вони грали в 2008 Vans Warped Tour. Вони завершили 2008 рік хедлайнерським туром The Compromising of Integrity, Morality and Principles in Exchange for Money Tour з Mayday Parade, The Maine і Every Avenue.
У грудні 2008 року All Time Low був названий «Гуртом року» журналом Alternative Press і розміщений на обкладинці їх випуску за січень 2009 року.

### 2009—2010:Nothing Personal

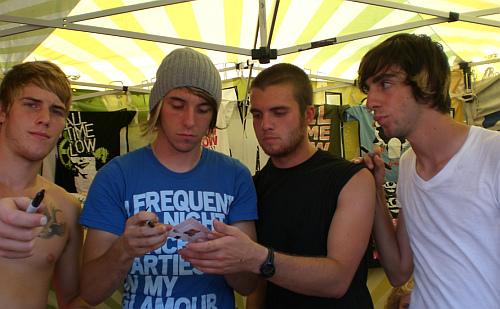
All Time Low у 2010 році (зліва направо: Зак Меррік, Алекс Ґаскарт, Раян Доусон і Джек Баракат)

На початку 2009 року All Time Low підтвердили в інтерв'ю британському журналу Rock Sound, що вони почали писати новий матеріал для третього студійного альбому, і розповіли, що вони співпрацювали з артистами та продюсерами, які допомогли у написанні кількох пісень.
Незважаючи на те, що All Time Low все ще перебували в процесі написання, почали запис нового альбому в січні 2009 року, вони закінчили запис лише через місяць. Перший сингл альбому «Weightless» був випущений у березні 2009 року і став першою піснею гурту, яка прозвучало на радіо в усьому світі. Пісня була включена під час виступу гурту на великих концертних майданчиках, таких як Bambooozle у травні 2009 року, для просування нового альбому.
All Time Low випустили третій студійний альбом Nothing Personal у липні 2009 року. Перед офіційним випуском повний альбом був доступний для потокового завантаження тижнем раніше через MTV The Leak.
Журнал Billboard передбачив, що альбом «складав враження, що він міг» увійти до першої десятки Billboard 200 у дебютному тижні з продажами від 60 000 до 75 000 примірників. Nothing Personal дебютував під номером 4 у чарті Billboard і продав 63 000 примірників, що зробило його найуспішнішим альбомом гурту в чартах на сьогодні.
Навесні 2009 року вони зіграли у турі Fall Out Boy's Believers Never Die Tour Part Deux Tour із Metro Station, Cobra Starship і Hey Monday. All Time Low також оголосили про тури в Австралії та Японії в червні 2009 року з Set Your Goals. Гурт також здійснив тур із десятьма виступами з We the Kings, Cartel і Days Difference. Вони були хедлайнерами Warped Tour 2009 з 19 липня до кінця туру, а потім грали на Voodoo Experience 2009, де хедлайнерами були Емінем, Kiss і The Flaming Lips. All Time Low завершили європейський тур восени 2009 року за підтримки The Audition і The Friday Night Boys. All Time Low також був хедлайнером першого туру The Glamour Kills Tour із We The Kings, Hey Monday та The Friday Night Boys. Він розпочався 15 жовтня 2009 року і тривав до 6 грудня 2009 року.
У листопаді 2009 року All Time Low оголосили про підписання контракту з мейджор-лейблом Interscope Records. Через місяць гурт отримав нагороду «Найкращий поппанк-гурт» на Top In Rock Awards.
У травні 2010 року All Time Low випустили свій перший концертний альбом під назвою Straight to DVD. CD/DVD був записом шоу в Нью-Йорку. All Time Low повернулися до Ірландії та Великобританії в січні та лютому 2010 року, виступаючи хедлайнерами Kerrang! Relentless Tour 2010 із The Blackout, My Passion і Young Guns. Одразу після цього вони зіграли кілька концертів у материковій Європі, переважно в країнах, де ніколи раніше не були. All Time Low повернувся до Австралії в лютому та березні, щоб грати на фестивалі Soundwave. All Time Low був одним із хедлайнерів The Bamboozle Roadshow 2010 у період з травня по червень з Boys Like Girls, Third Eye Blind і LMFAO разом із численними супроводжувальними гуртами, зокрема Good Charlotte, Forever the Sickest Kids, Cartel і Simple Plan. All Time Low грали на фестивалі Reading and Leeds Festival 2010 у Великій Британії під час святкових днів у серпні. All Time Low виступили хедлайнерами My Small Package Tour восени 2010 року з супроводжувальними гуртами A Rocket to the Moon і City (Comma) State. На півдорозі під час туру, Before You Exit став супроводжувальним гуртом. 24 жовтня Storm the Beaches виступили першими в день Балтіморського туру.
15 березня 2010 року All Time Low випустили пісню «Painting Flowers» з альбому Almost Alice, саундтрека до фантастично-пригодницького фільму «Аліса в Країні Чудес». Потім вони почали записувати четвертий студійний альбом, який також став їхнім дебютом на мейджор-лейблі.

### 2011—2013:Dirty WorkіDon't Panic
Демо-записи альбому гурту просочилися в мережу в серпні 2010 року. Пізніше в інтерв'ю гурт підтвердив, які треки увійдуть до майбутнього альбому. All Time Low випустили четвертий студійний альбом майже через рік під назвою Dirty Work, у червні 2011 року, після відкладення дати випуску в березні. Альбом став найбільш продаваним альбомом All Time Low за кордоном. Це принесло альбому найвищу позицію №. 13 в Австралії та Канаді та №. 20 у Великобританії.
Навесні 2011 року All Time Low вирушили в Dirty Work Tour, хоча альбом ще не було випущено, за підтримки Yellowcard, Hey Monday і The Summer Set. Незабаром після цього під час туру Великобританією до них приєдналися Yellowcard і Young Guns. All Time Low завершили літній тур 2011 року «Gimme Summer Ya Love Tour» із виступами Mayday Parade, We Are The In Crowd, The Starting Line, Brighter і The Cab. У вересні 2011 року гурт мав виступити на Soundwave Revolution в Австралії, але фестиваль було скасовано. Натомість All Time Low став одним із хедлайнерів мініфестивального туру Counter Revolution. Гурт завершив осінній тур 2011 року «The Rise and Fall Of My Pants Tour» із The Ready Set, He Is We та Paradise Fears. У Канаді гурт гастролював з Simple Plan, Marianas Trench і These Kids Wear Crowns.

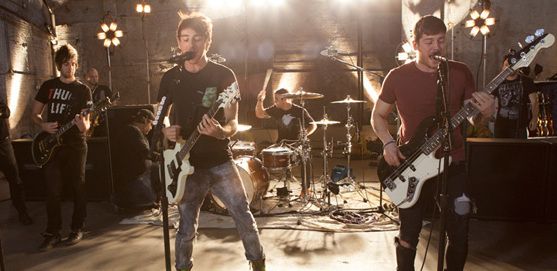
Виступ All Time Low у 2012 році

Гурт повернувся до Великобританії 12 січня 2012 року і за підтримки The Maine і We Are The In Crowd гастролював до 4 лютого. Кілька з цих виступів були розпродані, тому було додано більше дат. All Time Low також брали участь у Warped Tour (червень–серпень 2012) та на фестивалі Редінг і Лідс (серпень 2012).
У травні 2012 року All Time Low покинули лейбл Interscope Records і 1 червня випустили нову пісню під назвою «The Reckless and the Brave» на своєму веб-сайті для безкоштовного завантаження. Гурт оголосив, що працює над новим студійним альбомом. 3 липня All Time Low оголосили, що вони знову підписали контракт з Hopeless Records і що новий альбом буде випущений у другій половині 2012 року. 10 серпня вони оголосили, що новий альбом під назвою Don't Panic вийде 9 жовтня на Hopeless Records. 24 серпня видавництво Alternative Press випустило нову пісню під назвою «For Baltimore». Наступним був випущений трек «Somewhere in Neverland», який потрапив у топ-50 хіт-параду iTunes у США.
Після завершення туру Warped Tour 2012 гурт оголосив хедлайнерський тур «Rockshow at the End of the World» із The Summer Set, The Downtown Fiction і Hit The Lights. Вони виступили хедлайнерами в Дубліні 20 серпня, Абердіні 22 серпня та в Единбурзі 23 серпня 2012 року. Потім вони дали серію концертів по Європі, включаючи гру на розігріві у Green Day у Німеччині. All Time Low були анонсовані в лінійці Soundwave у Австралії 2013 року.
27 вересня All Time Low випустили пісню «Outlines» за участю Джейсона Вени з гурту Acceptance через MTV. 2 жовтня, за тиждень до релізу, YouTube-канал Hopeless Records опублікував весь альбом Don't Panic як стрім із текстами всіх пісень.
У вересні 2013 року гурт перевидав свій альбом під назвою Don't Panic: It's Longer Now!. Він містив чотири нещодавно записані пісні та чотири додаткові акустичні ремікси, а також оригінальний матеріал. Перший сингл A Love Like War за участю Віка Фуентеса з Pierce the Veil вийшов 2 вересня. Починаючи з 23 вересня, All Time Low гастролювали з Pierce the Veil як супроводжувальний гурт туру A Day To Remember House Party Tour.

### 2014—2016:Future Hearts

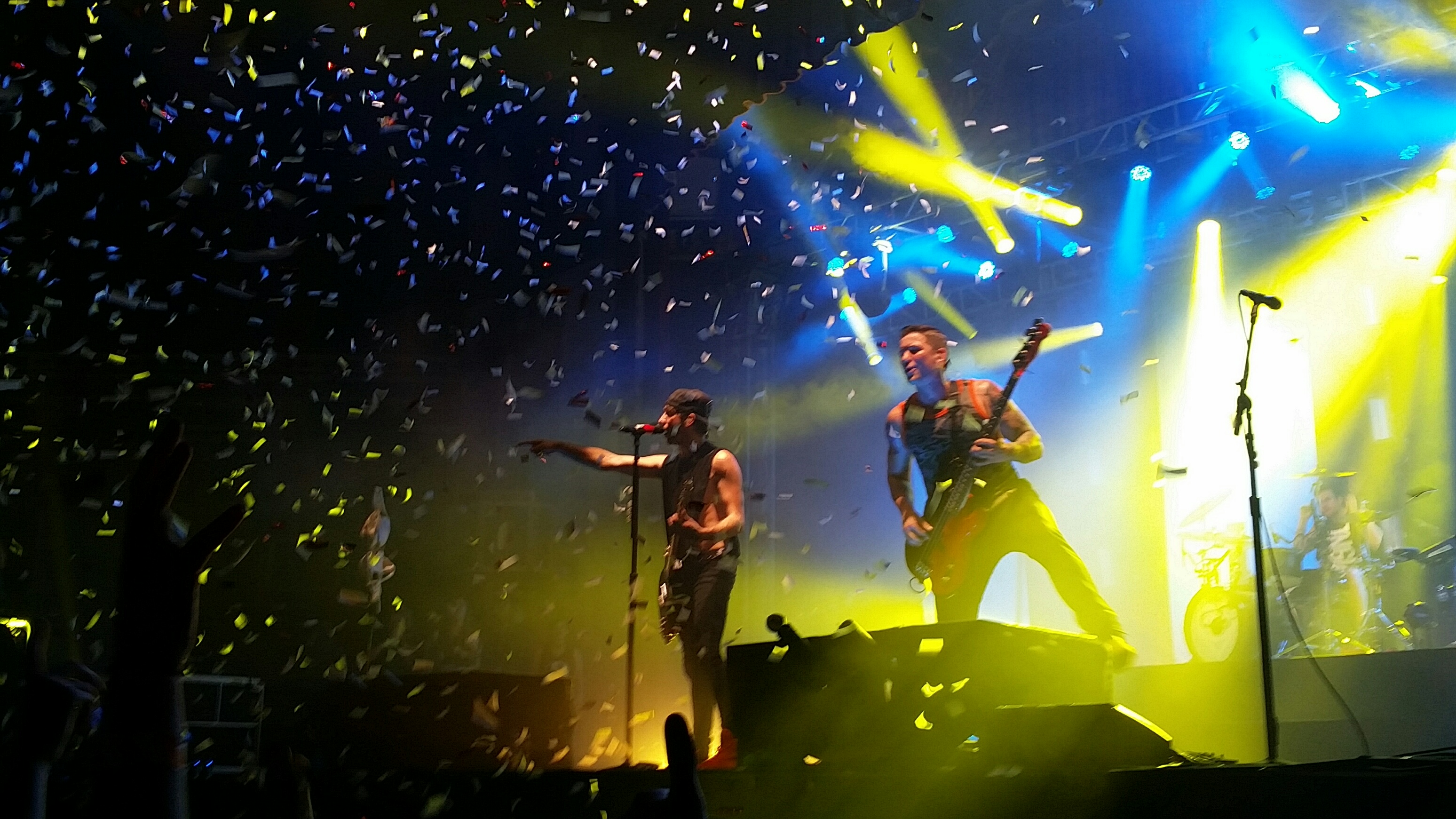
All Time Low, O2 Arena, Лондон, 2016

8 березня 2014 року All Time Low здійснили тур по Великій Британії в рамках туру «A Love Like War: UK Tour», а 28 березня переїхали до США для проводення решти туру. Музичне відео на пісню «The Irony of Choking on a Lifesaver» містило кліпи з того туру, прем'єра відбулась на Kerrang! 14 травня.

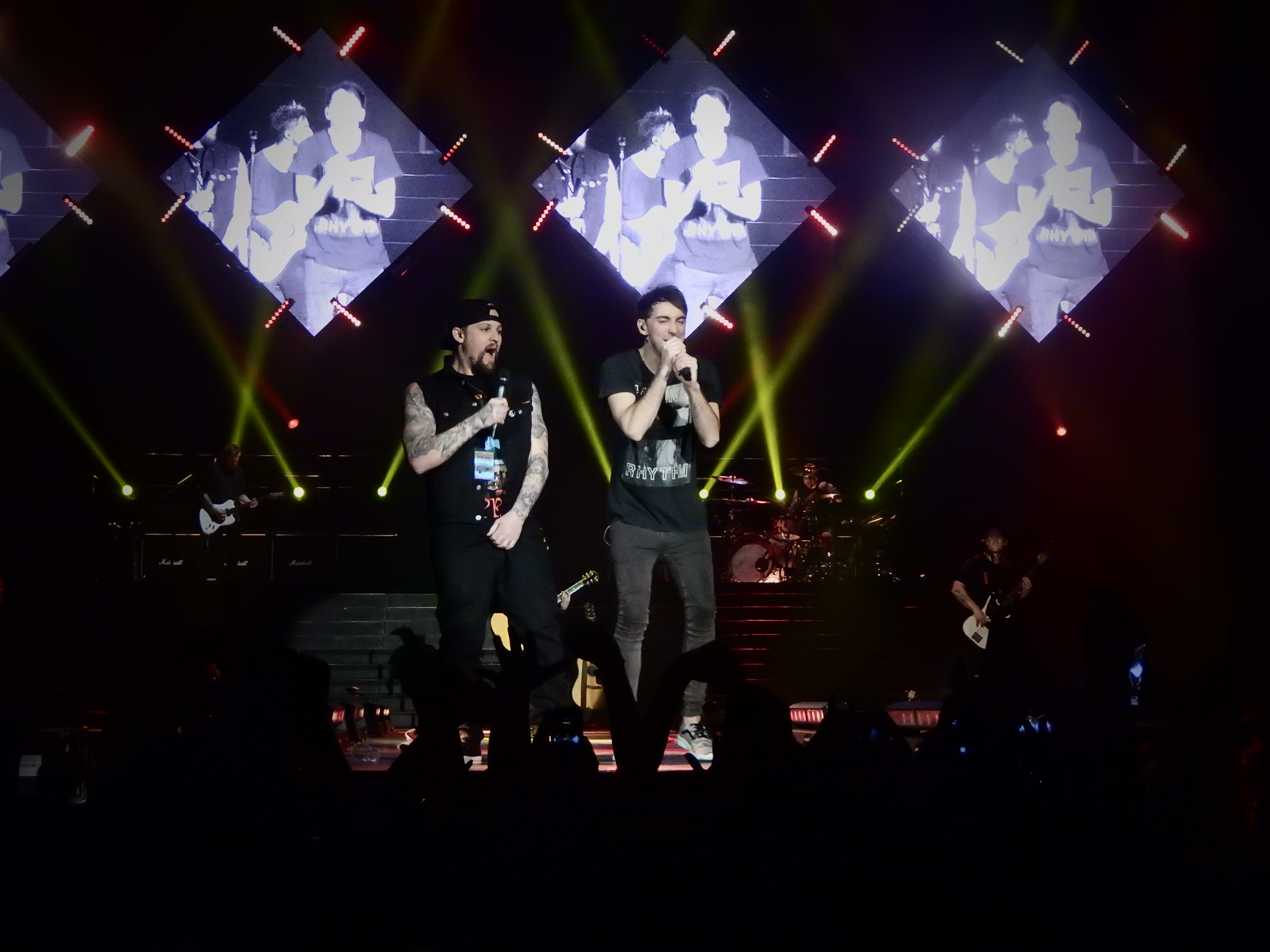
All Time Low, O2 Arena, Лондон, 2016

Їх наступний альбом був записаний з продюсером Джоном Фельдманом. Альбом «Future Hearts» був оголошений першим синглом «Something's Gotta Give», прем'єра якого відбулася на Radio One 11 січня 2015 року. Другий сингл «Kids In The Dark» був випущений 9 березня 2015 року. Гурт виступав на Soundwave 2015 в Австралії та був хедлайнером сайд-шоу. Вони були хедлайнерами весняного туру по США 2015 року для альбому за підтримки Issues, Tonight Alive і State Champs, а також стали хедлайнерами туру по Великобританії з You Me At Six. Future Hearts дебютували під номером 2 у Billboard 200, продавши 75 000 примірників за перший тиждень, ставши найвищим рейтингом гурту та тижнем з найбільшими продажами. Він також очолив чарт альбомів Великобританії з майже 20 000 продажів за перший тиждень.
У липні 2015 року гурт отримав чотири нагороди Alternative Press Music Awards 2015.
Відтоді гурт гастролював і випустив музичні кліпи, включно з одним для «Runaways» у серпні 2015 року. 1 вересня 2016 року гурт оприлюднив нову пісню під назвою «Take Cover», яка пізніше була офіційно випущена з музичним кліпом наступного дня як бонус-трек їх концертного альбому «Straight to DVD II: Past, Present, and Future Hearts». У 2015 році учасники гурту також виступали для несподіваних ді-джеїв на Emo Nite у Лос-Анджелесі.

### 2017—2019:Last Young Renegade
У середині лютого 2017 року гурт оголосив про нову пісню, прем'єра якої відбудлась на BBC Radio 1 Breakfast Show з Ніком Грімшоу під назвою «Dirty Laundry». Музичне відео було знято Пет Трейсі, який також був режисером музичного кліпу на пісню «Missing You». Це був перший реліз після зміни лейбла звукозапису з Hopeless Records на Fueled by Ramen. Обидві пісні є синглами з альбому Last Young Renegade, який вийшов 2 червня 2017 року. Гурт також випустив кавер на пісню «Longview» від Green Day для документального фільму «Green Day: The Early Years». 1 березня 2018 року було оголошено, що All Time Low зіграє три дати Vans Warped Tour 2018. 12 червня 2018 року гурт випустив пісню під назвою «Everything Is Fine». У тизері пісні учасники гурту неодноразово публікували назву пісні в соціальних мережах за день до її релізу. 29 червня 2018 року гурт випустив пісню під назвою «Birthday». 8 листопада 2019 року було випущено студійний перезапис Nothing Personal.
29 травня 2019 року All Time Low виступили на благодійному концерті Friends of Friends австралійського гурту 5 Seconds of Summer, який відбувся у Венісі, Каліфорнія. Усі кошти, виручені від заходу, були передані проєкту «Безпечне місце для молоді», службі житла та підтримки бездомної молоді в Лос-Анджелесі.

### 2020—2022:Wake Up, Sunshineі онлайн-звинувачення
1 січня 2020 року гурт випустив відео, яке вказує на те, що ера Last Young Renegade підійшла до кінця, з людиною в костюмі панди, яка спалює їхні футболки ренегатів, натякаючи на те, що наближається новий альбом.
Пізніше того ж місяця, 21 січня 2020 року, гурт випустив пісню «Some Kind of Disaster».
17 лютого 2020 року гурт анонсував новий альбом під назвою Wake Up, Sunshine, який вийшов 3 квітня 2020 року. До альбому увійшли 15 треків і співпраця з репером Blackbear і The Band Camino.
13 листопада 2020 року вийшов ремікс «Monsters» від Prblm Chld.
4 грудня 2020 року було перевидано пісню гурту «Monsters» з вокалом співачки Демі Ловато.
У період з березня 2021 року по червень 2022 року гурт випустив серію самостійних синглів, починаючи з 24 березня 2021 року з синглу «Once In a Lifetime». 4 червня 2021 року гурт випустив ремікс на трек «Palm Reader» від Dreamers, Big Boi та Upsahl. 30 липня 2021 року гурт випустив сингл «PMA» за участю Pale Waves. 10 вересня 2021 року гурт випустив пісню «Ghost Story» у співпраці з тріо електронної музики Cheat Codes. 6 червня 2022 року гурт випустив поппанк- кавер на пісню The Weeknd «Blinding Lights».
На початку жовтня 2021 року в TikTok з'явилося відео, яке звинувачувало неназваний поппанк-гурт у запрошенні 13-річної дитини до свого гастрольного автобуса, стверджуючи в розділі коментарів, що вони «намагалися зняти мій бюстгальтер» з додатковими ознаками того, що це були All Time Low. Пізніше в Твіттері було опубліковано анонімне повідомлення з деталями звинувачень проти Джека Бараката. Гурт оприлюднив заяву, в якій назвав звинувачення «цілковито і абсолютно неправдивими» і заявив, що буде подавати позов до суду. Meet Me at the Altar і Nothing, Nowhere відмовилися від осіннього туру гурту та оголосили спільні дати концертів після звинувачень. Гурт подав до суду на три анонімні облікові записи за наклеп у лютому 2022 року, стверджуючи, що вони були «жертвами наклепницьких публікацій у соціальних мережах, які неправдиво та зловмисно звинувачували їх у сексуальному насильстві та свідомо сприяли такій незаконній поведінці».
7 жовтня 2022 року гурт випустив новий сингл «Sleepwalking», який супроводжувався кліпом. 21 грудня 2022 року вони випустили дві переосмислені версії: акустичну версію та ремікс від Mokita та Goldhouse.

### 2023-дотепер:Tell Me I'm Alive
13 січня 2023 року гурт анонсував дев'ятий студійний альбом Tell Me I'm Alive, реліз якого запланований на 17 березня. Заголовний трек був випущений як сингл разом із музичним відео того ж дня.

## Музичний стиль і впливи
Музичний стиль All Time Low зазвичай описується як поппанк, поп-рок, пауер-поп, емо-поп, емо, та альтернативний рок. All Time Low називає такі гурти, як Blink-182, Green Day, MxPx, New Found Glory, Saves the Day і The Get Up Kids, як вплив.

## Учасники гурту
| Поточний склад - Алекс Гаскарт – ведучий вокал, ритм-гітара (2003–дотепер) - Джек Баракат – соло-гітара, бек-вокал (2003–дотепер); ритм-гітара (2003) - Раян Доусон – ударні, перкусія (2003–дотепер) - Зак Меррік – бас, бек-вокал (2003–дотепер) Колишні учасники - Кріс Кортілелло — бас (2003) - Ті Джей Іле — соло-гітара, бек-вокал (2003) | Концертні учасники - Ден Свонк — ритм-гітара, клавішні, бек-вокал, перкусія (2020–дотепер) - Браян Донаг'ю — ритм-гітара, бек-вокал (2013—2020) - Метт Коласі — ритм-гітара (2011—2013) - Метт Флайзік — бек-вокал (2006—2013) |

## Дискографія
Студійні альбоми
- The Party Scene (2005)
- So Wrong, It's Right (2007)
- Nothing Personal (2009)
- Dirty Work (2011)
- Don't Panic (2012)
- Future Hearts (2015)
- Last Young Renegade (2017)
- Wake Up, Sunshine (2020)
- Tell Me I'm Alive (2023)

## Тури

### Хедлайнери
- Manwhores and Open Sors Tour (2008)
- AP Tour 2008 (2008)
- Shortest Tour Ever (2008)
- The Compromising of Integrity, Morality and Principles in Exchange for Money Tour (2008)
- The Glamour Kills Tour (2009)
- A Love Like War (2014)

### Вступні виступи
- Fall Out Boy — Believers Never Die Tour Part Deux Tour (2009)

## Нагороди та номінації
| Рік  | Асоціація                      | Категорія                                                     | Результат |
| ---- | ------------------------------ | ------------------------------------------------------------- | --------- |
| 2008 | Kerrang! Awards                | Найкращий новачок — All Time Low або Escape the Fate          | Номінація |
| 2010 | Alternative Press Music Awards | Альбом року — Dirty Work                                      | Перемога  |
| 2015 | Alternative Press Music Awards | Виконавець року                                               | Номінація |
| 2015 | Alternative Press Music Awards | Найвідданіші фанати                                           | Номінація |
| 2018 | Rock Sound Awards              | Альбом року — Last Young Renegade                             | Перемога  |
| 2021 | iHeartRadio Music Awards       | Виконавець року у жанрі альтернативний рок                    | Номінація |
| 2021 | iHeartRadio Music Awards       | Альтернативна рок-пісня року — Monsters (за участі blackbear) | Номінація |
| 2022 | iHeartRadio Music Awards       | Альтернативна рок-пісня року — Monsters (за участі blackbear) | Перемога  |